# حسن كندي (مياندوآب)
حسن‌ كندي هي قرية في مقاطعة مياندوآب، إيران. عدد سكان هذه القرية هو 800 في سنة 2006.